# Championnat de Suisse de football 1926-1927
Navigation
Édition précédente Édition suivante
La 30e édition du championnat de Suisse de football est remportée par le Grasshopper-Club Zurich.
Le FC Nordstern Bâle termine deuxième. Le FC Biel-Bienne complète le podium. 
Le championnat est divisé en trois groupes de neuf. Les premiers de chaque groupe sont qualifiés pour la phase finale décidant du champion. Les derniers de chaque groupe jouent des matchs de barrage de relégation contre les premiers de deuxième division. Le SC Veltheim descend en deuxième division. Il est remplacé pour la saison 1927-1928 par le FC Chiasso.

## Les clubs de l'édition 1926-1927
| Club                     | Ville             |
| ------------------------ | ----------------- |
| Blue Stars Zurich        | Zurich            |
| BSC Old Boys             | Bâle              |
| BSC Young Boys           | Berne             |
| Cantonal Neuchâtel       | Neuchâtel         |
| Concordia Bâle           | Bâle              |
| Étoile Carouge FC        | Carouge           |
| Étoile La Chaux-de-Fonds | La Chaux-de-Fonds |
| FC Aarau                 | Aarau             |
| FC Bâle                  | Bâle              |
| FC Berne                 | Berne             |
| FC Biel-Bienne           | Bienne            |
| FC Brühl Saint-Gall      | Saint-Gall        |
| FC Fribourg              | Fribourg          |
| FC Granges               | Granges           |
| FC La Chaux-de-Fonds     | La Chaux-de-Fonds |
| FC Lugano                | Lugano            |
| FC Nordstern Bâle        | Bâle              |
| FC Saint-Gall            | Saint-Gall        |
| FC Solothurn             | Solothurn         |
| FC Winterthur            | Winterthour       |
| FC Zurich                | Zurich            |
| Grasshopper-Club Zurich  | Bâle              |
| Lausanne-Sports          | Lausanne          |
| SC Veltheim              | Winterthour       |
| Servette FC              | Genève            |
| Urania Genève Sport      | Genève            |
| Young Fellows Zurich     | Zurich            |

## Compétition

### Classements
Le classement est établi sur le barème de points classique (victoire à 2 points, match nul à 1, défaite à 0).

#### Groupe Ouest
| Rang | Équipe                   | Pts | J  | G  | N | P  | Bp | Bc | Diff |
| ---- | ------------------------ | --- | -- | -- | - | -- | -- | -- | ---- |
| 1    | FC Biel-Bienne           | 23  | 16 | 11 | 1 | 4  | 32 | 18 | +14  |
| 2    | Servette FC              | 22  | 16 | 9  | 4 | 3  | 44 | 17 | +27  |
| -    | Lausanne-Sports          | 22  | 16 | 10 | 2 | 4  | 36 | 21 | +15  |
| 4    | Étoile Carouge FC        | 19  | 16 | 8  | 3 | 5  | 34 | 22 | +12  |
| 5    | Urania Genève Sport      | 15  | 16 | 5  | 5 | 6  | 24 | 28 | -4   |
| 6    | FC Cantonal Neuchâtel    | 13  | 16 | 4  | 5 | 7  | 23 | 32 | -9   |
| 7    | Étoile La Chaux-de-Fonds | 11  | 16 | 4  | 3 | 9  | 29 | 38 | -9   |
| -    | FC La Chaux-de-Fonds     | 11  | 16 | 3  | 5 | 8  | 22 | 45 | -23  |
| 9    | FC Fribourg              | 10  | 16 | 2  | 4 | 10 | 20 | 43 | -23  |

|  | Qualification pour la phase finale |
|  | Barrages de relégation             |

Barrage de relégation
Le barrage oppose le FC Fribourg, dernier du groupe Ouest, au Montreux-Sports, leader du groupe Ouest de deuxième division. 
| Équipe 1    | Résultat | Équipe 2        | Aller | Retour |
| ----------- | -------- | --------------- | ----- | ------ |
| FC Fribourg | 2 - 1    | Montreux-Sports | 1 - 1 | 1 - 0  |

#### Groupe Centre
| Rang | Équipe            | Pts | J  | G  | N | P  | Bp | Bc | Diff |
| ---- | ----------------- | --- | -- | -- | - | -- | -- | -- | ---- |
| 1    | FC Nordstern Bâle | 25  | 16 | 10 | 5 | 1  | 39 | 17 | +22  |
| -    | BSC Young Boys    | 25  | 16 | 10 | 5 | 1  | 30 | 10 | +20  |
| 3    | FC Granges        | 20  | 16 | 8  | 4 | 4  | 34 | 22 | +12  |
| 4    | FC Bâle           | 19  | 16 | 8  | 3 | 5  | 24 | 28 | -4   |
| 5    | FC Berne          | 18  | 16 | 7  | 4 | 5  | 23 | 32 | -9   |
| 6    | BSC Old Boys      | 12  | 16 | 4  | 4 | 8  | 20 | 33 | -13  |
| 7    | FC Solothurn      | 11  | 16 | 2  | 7 | 7  | 29 | 38 | -9   |
| 8    | FC Concordia Bâle | 9   | 16 | 4  | 1 | 11 | 22 | 45 | -23  |
| 9    | FC Aarau          | 5   | 16 | 2  | 1 | 13 | 20 | 43 | -23  |

|  | Barrages de phase finale |
|  | Barrages de relégation   |

Barrage de phase finale
Le barrage oppose les deux coleaders du classement que sont le FC Nordstern Bâle et le BSC Young Boys pour une place en phase finale. 
| Équipe 1          | Résultat | Équipe 2       |
| ----------------- | -------- | -------------- |
| FC Nordstern Bâle | 1 - 0    | BSC Young Boys |

Barrage de relégation
Le barrage oppose le FC Aarau, dernier du groupe Centre, au Madretsch Biel, leader du groupe Centre de deuxième division. 
| Équipe 1 | Résultat | Équipe 2       | Aller | Retour |
| -------- | -------- | -------------- | ----- | ------ |
| FC Aarau | 5 - 1    | Madretsch Biel | 4 - 1 | 1 - 0  |

#### Groupe Est
| Rang | Équipe                  | Pts | J  | G  | N | P  | Bp | Bc | Diff |
| ---- | ----------------------- | --- | -- | -- | - | -- | -- | -- | ---- |
| 1    | Grasshopper-Club Zurich | 29  | 16 | 14 | 1 | 1  | 93 | 14 | +79  |
| 2    | Young Fellows Zurich    | 26  | 16 | 13 | 0 | 3  | 54 | 24 | +30  |
| 3    | FC Lugano               | 24  | 16 | 11 | 2 | 3  | 49 | 22 | +27  |
| 4    | FC Zurich               | 14  | 16 | 6  | 2 | 8  | 27 | 41 | -14  |
| 5    | FC Saint-Gall           | 12  | 16 | 4  | 4 | 8  | 24 | 48 | -24  |
| -    | FC Brühl Saint-Gall     | 12  | 16 | 2  | 8 | 6  | 23 | 37 | -14  |
| 7    | FC Winterthur           | 11  | 16 | 4  | 3 | 9  | 33 | 41 | -8   |
| 8    | Blue Stars Zurich       | 10  | 16 | 3  | 4 | 9  | 33 | 57 | -24  |
| 9    | SC Veltheim             | 6   | 16 | 3  | 0 | 13 | 21 | 63 | -42  |

|  | Qualification pour la phase finale |
|  | Barrages relégation                |

Barrage de relégation
Le barrage oppose le SC Veltheim, dernier du groupe Est, au FC Chiasso, leader du groupe Est de deuxième division. Le score cumulé des rencontres aller-retour se soldant par un score nul, un troisième match est joué pour départager les deux équipes.
| Équipe 1    | Résultat | Équipe 2   | Aller | Retour | Match 3 |
| ----------- | -------- | ---------- | ----- | ------ | ------- |
| SC Veltheim | 4 - 8    | FC Chiasso | 2 - 1 | 1 - 2  | 1 - 5   |

#### Phase finale
| Rang | Équipe                  | Pts | J | G | N | P | Bp | Bc | Diff |
| ---- | ----------------------- | --- | - | - | - | - | -- | -- | ---- |
| 1    | Grasshopper-Club Zurich | 4   | 2 | 2 | 0 | 0 | 3  | 0  | +3   |
| 2    | FC Nordstern Bâle       | 2   | 2 | 1 | 0 | 1 | 4  | 2  | +2   |
| 3    | FC Biel-Bienne          | 0   | 2 | 0 | 0 | 2 | 0  | 5  | -5   |

|  | Champion de Suisse |

## Bilan de la saison
| Tableau d'Honneur                 |                         |
| Compétition                       | Vainqueur               |
| Championnat de Suisse de football | Grasshopper-Club Zurich |
| Coupe de Suisse de football       | Grasshopper-Club Zurich |

| Promotions et relégations |             |
| Promus                    | FC Chiasso  |
| Relégués                  | SC Veltheim |